# إم. لاري لورانس
إم. لاري لورانس (بالإنجليزية: M. Larry Lawrence)‏ هو دبلوماسي أمريكي، ولد في 16 أغسطس 1926، وتوفي في 9 يناير 1996 في برن في سويسرا.